# Щёлкино

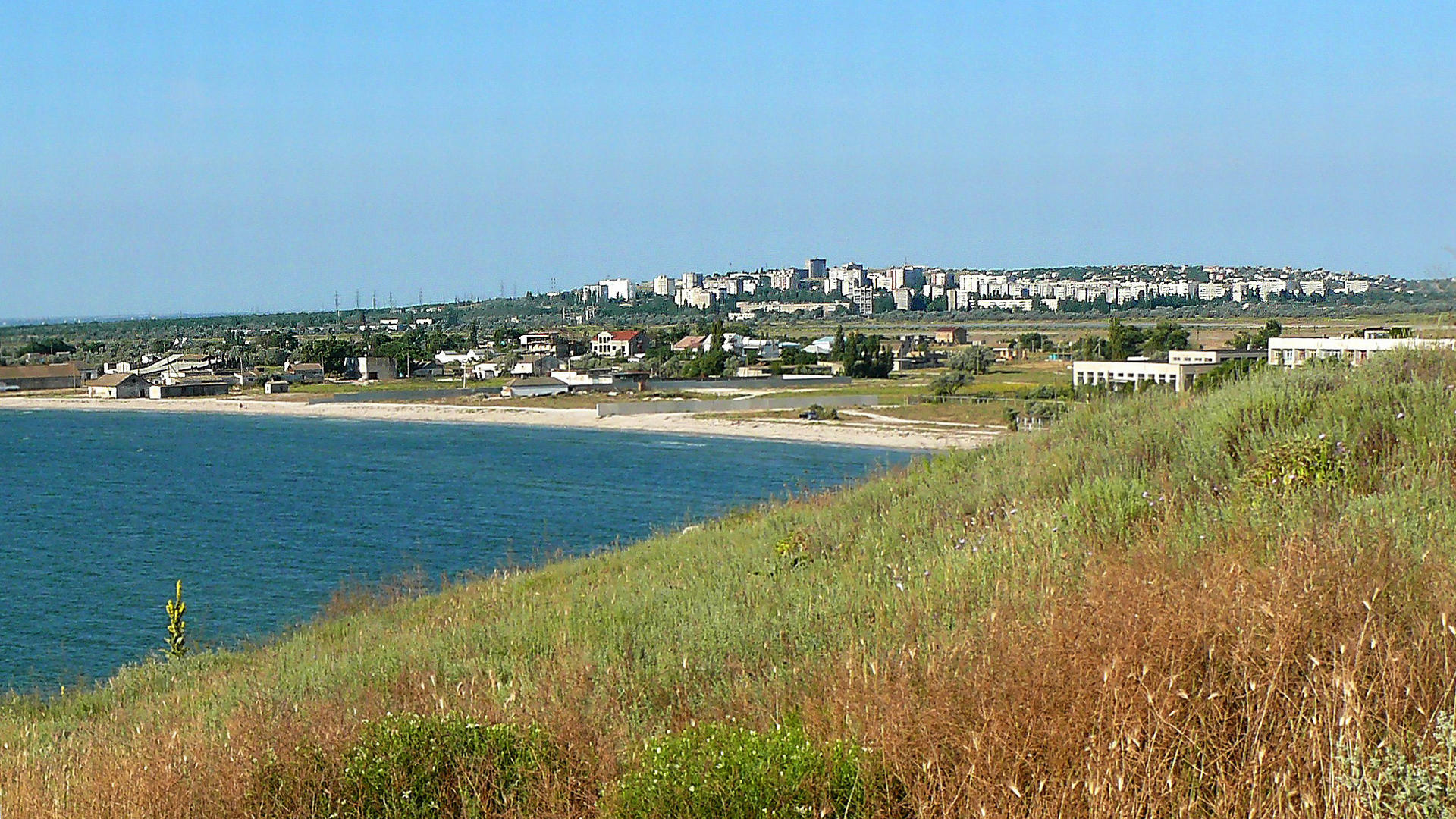
Вид на город с мыса Казантип

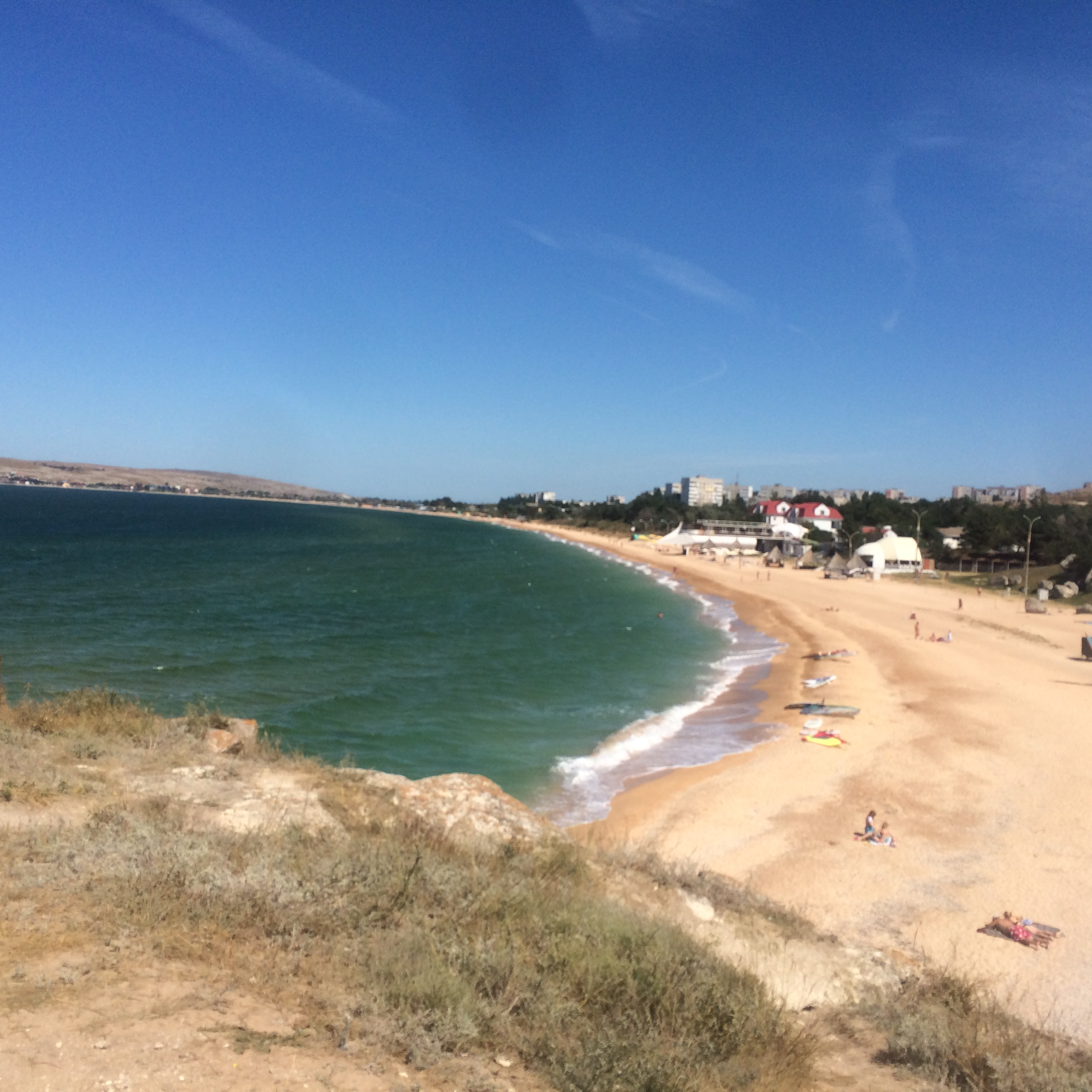
Городской пляж Щёлкино

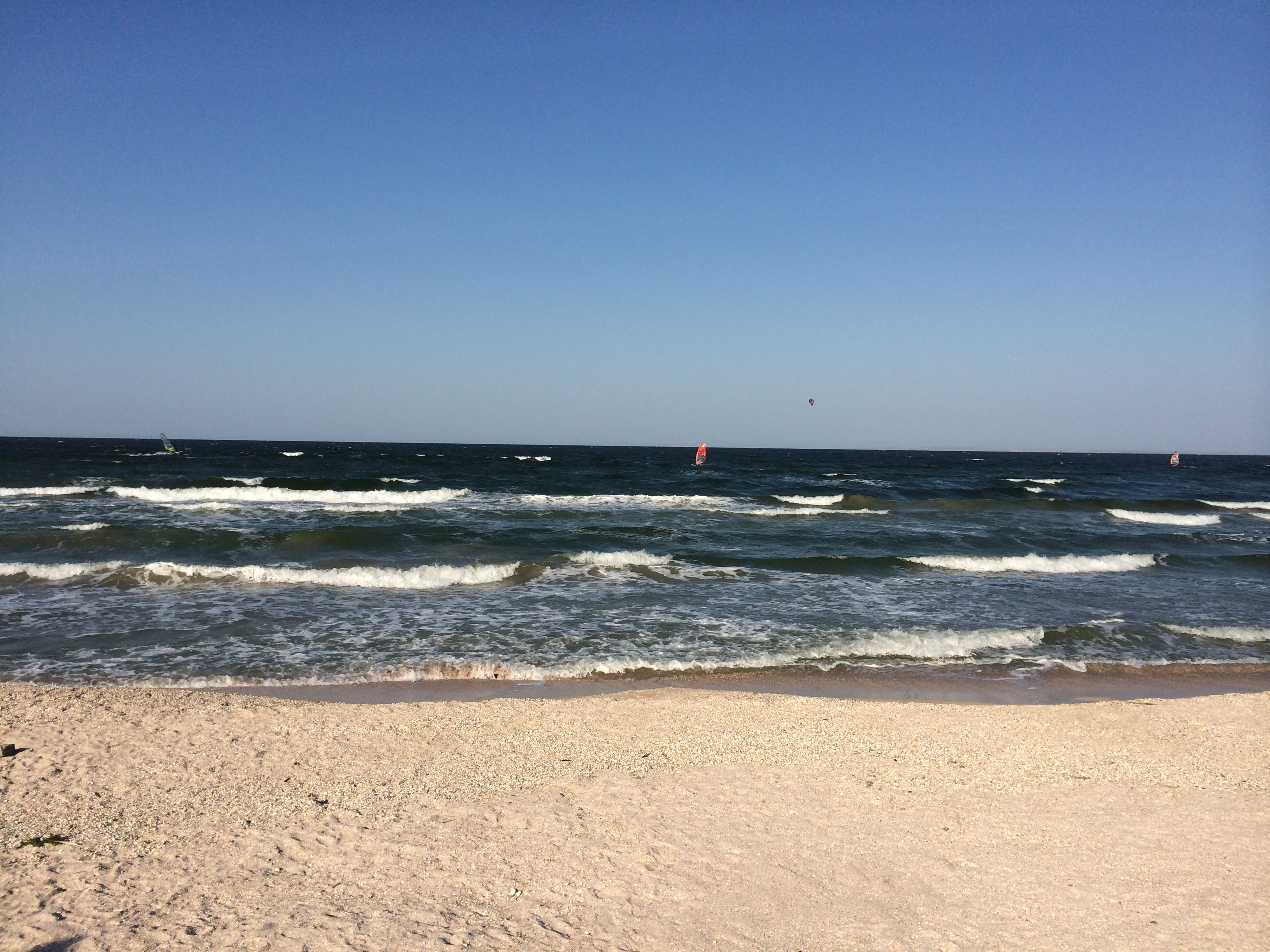
Пляж «Татарка»

Щёлкино (укр. Щолкіне, крымскотат. Şçolkino, Щёлкино) — город в Крыму, на севере Керченского полуострова.
Входит в Ленинский район в составе (Автономной) Республики Крым. Образует городское поселение Щёлкино (Щёлкинский горсовет) как единственный населённый пункт в его составе.
Является самым молодым городом республики (c 18 декабря 1992 года). С 1978 по 1989 гг. развивался как важный центр перспективной атомной промышленности, но после признания участка стройки геологически нестабильным экономика города перешла на постиндустриальные рельсы, которые задали пляжный и фестивальный типы туризма, а также связанные с ними сектор услуг и частное предпринимательство. Щелкино является единственным городом Крыма, где улицы не имеют названий, а имеются лишь номера домов. Также Щёлкино является единственным городом побережья Азовского моря, чьи пляжи относительно глубоководны.

## Этимология
Назван в честь Кирилла Щёлкина, советского физика-ядерщика, члена-корреспондента АН СССР. 16 апреля 1982 года населённый пункт Крымской атомной электростанции получил название «посёлок Щёлкино». В 1992 году получил статус города районного подчинения.

## Географическое положение
Расположен на востоке полуострова в 75 километрах к западу от Керчи (по автодороге, по прямой — 50) и в 65 километрах северо-восточнее Феодосии (по автодороге, по прямой — 55), на берегу Азовского моря, у мыса Казантип. Ближайшие сёла: Мысовое (2 км) и Семёновка (11 км). Со всех сторон, кроме южной, город окружают заливы Азовского моря. К югу от города расположено солёное Акташское озеро.

## Климат
Щёлкино находится на границе умеренного и субтропического поясов. Годовое количество осадков здесь невелико (300—400 мм), а продолжительность солнечного освещения значительна, достигая 2 300—2 350 часов в год, что определяет поступление большого количества солнечной энергии. Климат умеренно континентальный, очень засушливый, умеренно жаркий с короткой, мягкой и практически бесснежной зимой и долгим, теплым, продолжительным летом (около 6 мес). Зимой преобладает пасмурная погода, лето же ясное и солнечное.
Средняя годовая температура воздуха по данным многолетних наблюдений в р-не города здесь составляет +11,0 °C. Средняя температура воздуха самого холодного месяца (февраля) составляет −1,1 °C, а самого теплого (июля) — +23,9 °C. Абсолютный минимум достигал −26 °C, а абсолютный максимум — +37 °C. Безморозный период продолжается в среднем 222 дня. Количество ясных дней доходит до 293. Среднегодовое количество атмосферных осадков в р-не города составляет 329 мм. Неглубокое Азовское море сильно выхолаживается зимой, но раньше прогревается летом, поэтому купаться на южном его берегу можно уже в мае. Щёлкино расположен в его относительно глубоководной части (глубины в заливе до 10 м). Солёность здесь выше, чем на севере, и средняя годовая температура прибрежных азовских вод составляет у села Мысового +12 °C. Море может покрываться льдом в январе-феврале, но из-за частых оттепелей лёд стаивает несколько раз. Температура воды в июле-августе здесь доходит до +28—30 °C.

## История
Основан в октябре 1978 года как посёлок строителей Крымской АЭС. Строительство Крымской АЭС было начато в 1981 году. В 1984 году, по предложению тогдашнего начальника строительства Штогрина В. А. вслед за Запорожской АЭС, стройка объявлена Всесоюзной ударной комсомольской. К этому времени в городе появилось около сотни пяти- и девятиэтажных домов, появилось деление на микрорайоны (Лесовод, Нептун, Энергетик-2, 2-й, 3-й микрорайоны).
В 1987 году строительство почти остановилось и официально заморожено в 1989 году в стадии 80 % готовности ввиду того, что участок застройки был признан геологически нестабильным. 18 декабря 1992 года пгт Щёлкино официально получил статус города районного подчинения.
Кроме этого, близ города была построена и какое-то время работала солнечная электростанция. Также было установлено около двадцати ветрогенераторов, которые работают по сей день.
С 1993 по 1998 год в районе Щёлкино проводился ежегодный фестиваль электронной музыки «КаZaнтип».
В 2007—2008 годах на мысе Казантип проходили съёмки фильма «Обитаемый остров» (режиссёр — Фёдор Бондарчук).
В 2013 году городские власти Щёлкино начали изучать возможность переименования города в Казантип, по имени расположенного рядом мыса. Инициатива уже вызвала сопротивление жителей города.

## Население
| 1989    | 2001    | 2009    | 2010    | 2011    | 2012    | 2013    | 2014    | 2015    |
| ------- | ------- | ------- | ------- | ------- | ------- | ------- | ------- | ------- |
| 14 659  | ↘11 699 | ↘11 301 | ↘11 242 | ↘11 231 | ↘11 194 | ↘11 184 | ↘10 620 | ↘10 603 |
| 2016    | 2017    | 2018    | 2019    | 2020    | 2021    |         |         |         |
| ↘10 593 | ↘10 453 | ↘10 328 | ↘10 260 | ↘10 182 | ↘10 131 |         |         |         |

По итогам переписи населения в Крымском федеральном округе по состоянию на 14 октября 2014 года численность постоянного населения города составила 10620 человек. В постсоветский период, в связи с бюджетным кризисом на АЭС и неблагоприятной демографической ситуацией, население города непрерывно сокращалось.
Национальный состав населения
По данным переписи населения 2014 года национальный состав населения города выглядел следующим образом:
| национальность  | всего, чел. | % от все- го | % от указав- ших |
| --------------- | ----------- | ------------ | ---------------- |
| указали         | 10308       | 97,06 %      | 100,00 %         |
| русские         | 7682        | 72,34 %      | 74,52 %          |
| украинцы        | 2243        | 21,12 %      | 21,76 %          |
| татары          | 84          | 0,79 %       | 0,81 %           |
| белорусы        | 81          | 0,76 %       | 0,79 %           |
| греки           | 28          | 0,26 %       | 0,27 %           |
| немцы           | 25          | 0,24 %       | 0,24 %           |
| армяне          | 21          | 0,20 %       | 0,20 %           |
| крымские татары | 19          | 0,18 %       | 0,18 %           |
| молдаване       | 16          | 0,15 %       | 0,16 %           |
| другие          | 109         | 1,03 %       | 1,06 %           |
| не указали      | 312         | 2,94 %       |                  |
| всего           | 10620       | 100,00 %     |                  |

## Экономика
Промышленные предприятия в городе отсутствуют. Основой материального дохода жителей города является туристический и торговый бизнес: кафе, бары, развлекательные заведения, бюро экскурсий и торговля. В настоящее время город является морским курортом, есть пансионаты, базы отдыха, отели. Азовское море близ города популярно у любителей виндсёрфинга, кайтсёрфинга.

## Культура
С 2008 года около мыса Казантип, в бухте Татарской, проводится фестиваль музыки и актуального искусства «Соседний мир». В самом городе с 2009 года проходит международный фестиваль литературы и культуры «Славянские традиции», а с 2011 года — международный детский фестиваль «Фортуна».

## Достопримечательности
Поблизости от города, помимо развалин Крымской АЭС — остатки экспериментальной солнечной электростанции, ветряная электростанция.
Вблизи города находится уникальный памятник природы — Казантипский природный заповедник.
В самом городе, а также вблизи Щёлкино располагается ряд пляжей общей длиной более 25 километров. Плотность населения и степень нагрузки отдыхающими здесь невелика, а потому многие пляжи сохраняются в относительно диком состоянии.

## Галерея

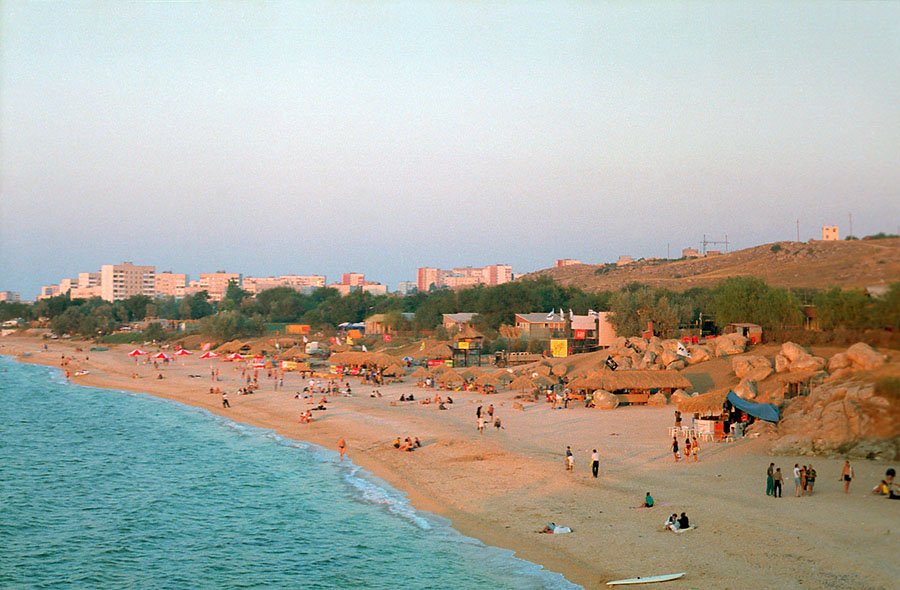
Фестиваль «КаZaнтип» в Щёлкино в 1998 году
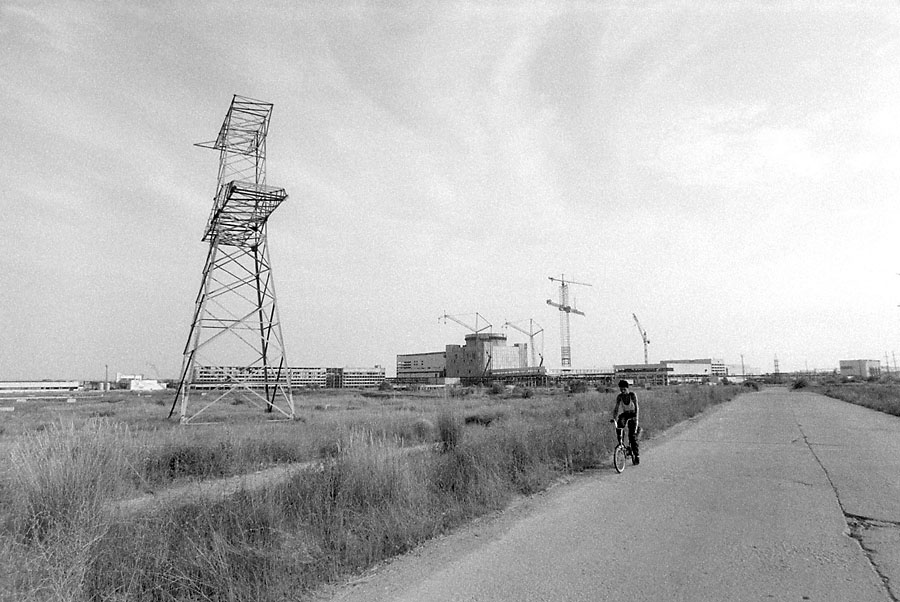
Замороженная стройка Крымской АЭС (1999)
Беседка Валентины Терешковой